# Grigore Ion Răceanu
Grigore Ion Răceanu (n. 1906, Cluj, Austro-Ungaria – d. 1996) a fost un comunist român, politician și oponent al lui Nicolae Ceaușescu.

## Biografie
S-a născut la Cojocna, comitatul Cluj, a lucrat ca conducător de locomotivă la Căile Ferate Române. A devenit lider sindical, fiind unul dintre organizatorii grevelor de la Cluj din 1929-1933.

### În Partidul Comunist Român
În 1936 a intrat în partidul comunist, aflat pe atunci în ilegalitate. La sfârșitul anilor 1930 s-a mutat la Brașov, unde a lucrat la întreprinderea Industria Aeronautică Română. În septembrie 1940 a organizat un protest la Brașov împotriva Arbitrajului de la Viena.
În timpul celui de-al doilea război mondial, Răceanu a trăit în București, unde a avut conflicte ideologice cu Ștefan Foriș, conducătorul pe atunci al PCR. Răceanu a criticat obediența prea mare a PCR față de ordinele venite din Uniunea Sovietică, în special cele legate de anexarea în 1940 a Basarabiei și a Bucovinei de Nord. Din această cauză, a fost exclus din partid în 1942.
După război, a fost reprimit în partid, dar exclus din nou în 1958, arestat, condamnat ca dușman al poporului, și eliberat în 1960.
S-a căsătorit cu Ileana Pop și a devenit tatăl vitreg al lui Mircea Răceanu, care a devenit mai târziu un diplomat cunoscut.

### Scrisoarea celor șase
În martie 1989 a fost unul dintre semnatarii Scrisorii celor șase (împreună cu Gheorghe Apostol, Alexandru Bârlădeanu, Silviu Brucan, Corneliu Mănescu, și Constantin Pîrvulescu), care a criticat regimul ceaușist. A fost etichetat ca trădător, pus în stare de arest la domiciliu, și eliberat în timpul revoluției din 1989.